# Krimtataren
Die Krimtataren (krimtatarisch qırımtatar, qırımtatarları) sind eine ursprünglich auf der Halbinsel Krim lebende turksprachige Ethnie. Ihre Sprache, das Krimtatarische, gehört zur Gruppe der nordwestlichen Turksprachen.
Krimtataren unterscheiden sich deutlich von den Wolga-Ural-Tataren und werden deshalb – vornehmlich von den Türken aus der Türkei (Türkeitürken) – als Krimtürken bezeichnet. Dies trägt der Tatsache Rechnung, dass sich ihre Schriftsprache von einer regionalen Variante des Osmanischen ableitet und daher dem Türkischen sehr nahesteht.

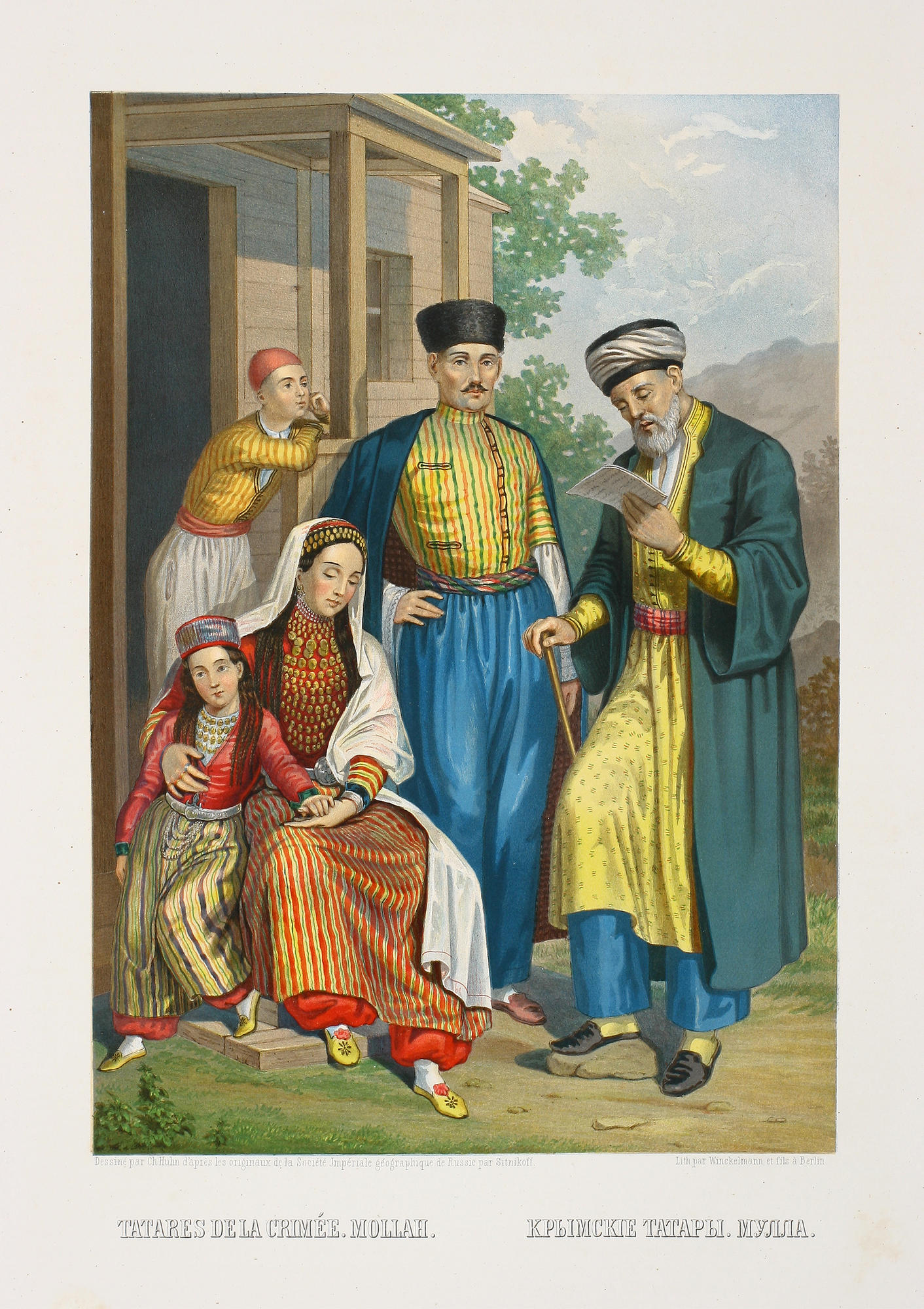
Krimtataren in traditioneller Tracht, 1880

## Geschichte

### Abstammung
Zur Herkunft gibt es verschiedene Theorien. Einer Theorie nach sind die Krimtataren Nachkommen vieler Bevölkerungen, die auf der Krim lebten oder sie eroberten (Mongolen, Chasaren, Griechen, Iraner, Hunnen, Bulgaren, Petschenegen, Kumanen, Krimgoten und später Krimarmenier, Venezianer und Genueser). Ihre Wurzeln werden also durch verschiedene Ethnien gebildet. So werden hauptsächlich Kiptschaken und Tataren (Zentralkrim), Nogaier-Tataren (nördliches Steppengebiet) und osmanische Türken (südlicher Küstenstreifen) zu ihren Vorfahren gezählt. Letztere assimilierten zahlreiche Venezianer und Genueser; ihre Sprache, eine regionale Variante des Osmanischen, war zwischen dem 15. und 19. Jahrhundert die lingua franca der Krim und beeinflusste die tatarischen und nogaischen Umgangssprachen.
Einer anderen Theorie nach sind die Krimtataren Nachkommen der Kiptschaken, die im Zuge der mongolischen Eroberungen auf der Krim ansässig wurden und später nach dem Zerfall der Goldenen Horde ein eigenständiges Khanat gründeten.

### Krim-Khanat

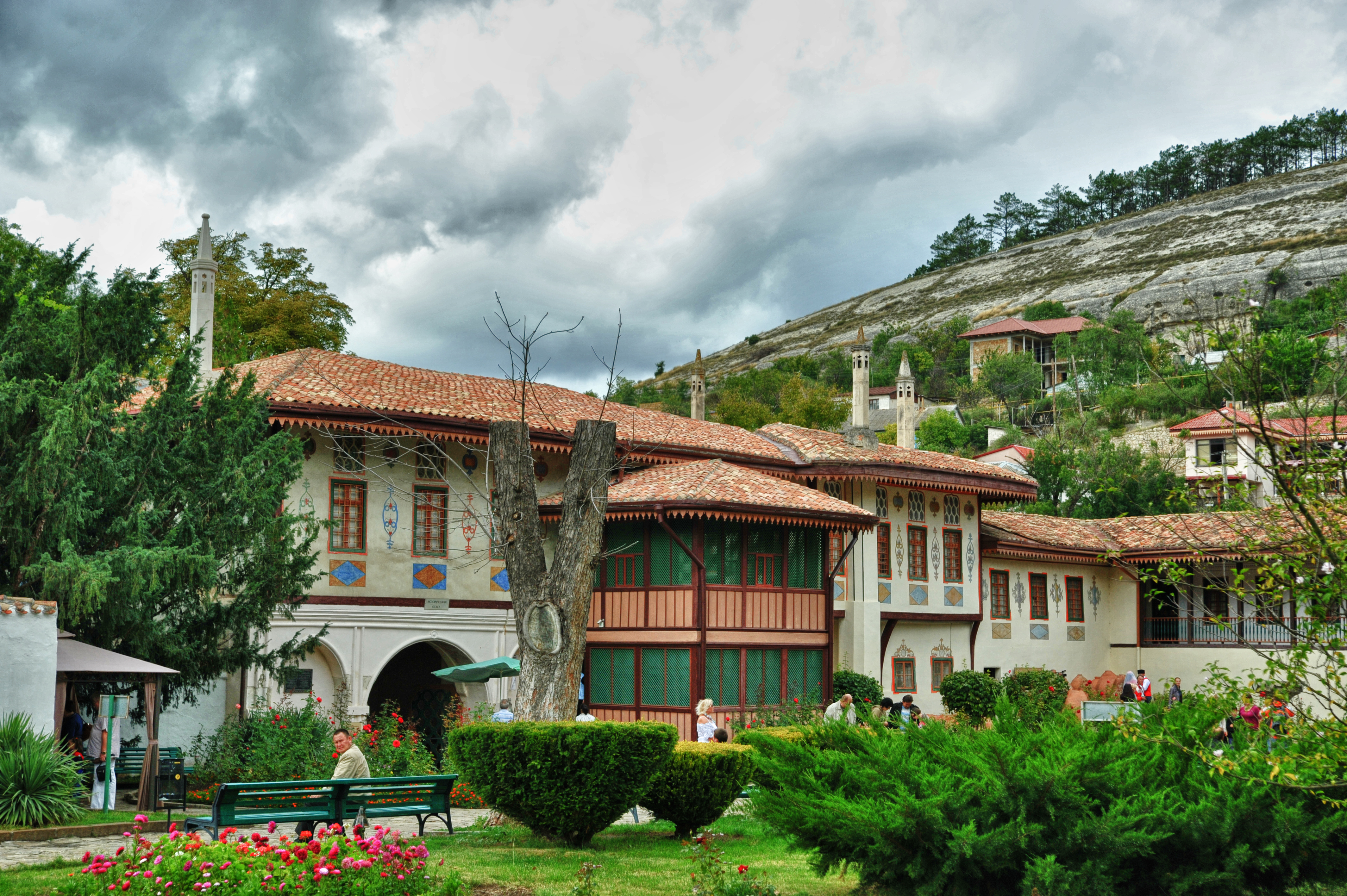
Khanpalast von Bachtschyssaraj

Die seit dem 13. Jahrhundert sunnitischen Krimtataren trugen wesentlich zur Verbreitung des Islam in der Ukraine bei.
Im 15. Jahrhundert geriet die mongolische Goldene Horde in innere Unruhen, durch die es zu mehreren Abspaltungen kam. Hacı I. Giray aus einem Adelsgeschlecht der Dschingisiden gründete etwa 1444 mit Unterstützung des Königreichs Polen, des Großfürstentums Litauen und des Großfürstentums Moskau ein eigenes Khanat mit der Krim als Zentrum – nachdem er zuvor erfolglos versucht hatte, die Macht in der Goldenen Horde an sich zu reißen. Das zunächst – bis 1478 – instabile Khanat beherrschte bis 1792 große Teile der modernen Ukraine und Südrusslands; unter anderem ab 1556 die Gebiete der Nogaier im nordkaukasischen Kuban. Hauptstadt wurde das um 1450 gegründete Bachtschyssaraj, von wo aus die meiste Zeit über ein Giray-(كرايلر)-Khan herrschte. Neben den Giray und den Nogaiern waren die Şirin, Barın, Arğın, Qıpçaq und später Mansuroğlu und Sicavut stets sehr einflussreich. Das Khanat der Krim war damit weniger mongolisch als die Goldene Horde und es war sogar maßgeblich an deren Untergang 1502 beteiligt. Bis zur Schlacht bei Molodi (1571) war es einer der bedeutendsten Staaten Osteuropas. Auch danach und bis ins 18. Jahrhundert war es ein Machtfaktor in der Region: Es ging Bündnisse mit anderen Nachfolgestaaten der Goldenen Horde, insbesondere mit den Khanaten von Kasan und Astrachan, ein. 1648 verhalf es dem Hetmanat der Ukraine zur Loslösung von Polen-Litauen, indem es eine Allianz mit den Saporoger Kosaken des Bohdan Chmelnyzkyj einging. Während des Zweiten Nordischen Krieges (1655–1660) verbündete es sich mit Polen und half, die Aufteilung durch Russen, Schweden, Siebenbürger und Brandenburger abzuwehren. Im Rahmen dieses Bündnisses drangen 1656 Krimtataren in das Herzogtum Preußen ein um zahlreiche Städte und Dörfer zu zerstören. Dieser Feldzug ist in der Geschichte Preußens als Tatarensturm bekannt.
Das Khanat der Krim betrieb regen Handel mit dem Osmanischen Reich, dessen Schutzherrschaft es unter Beibehaltung hoher Autonomie von 1478 bis 1774 genoss. Von 1758 bis 1787 stellten die mankitischen Nogaier den Khan. Im Frieden von Küçük Kaynarca (1774) mussten die Osmanen die Unabhängigkeit der Krim anerkennen. Ab 1783 war das Khanat unter zunächst mittelbarer und ab dem Vertrag von Iași (1792) unter unmittelbarer russischer Herrschaft.

### Sklaverei und das Khanat der Krim
Die Krim war schon vor Bildung des Krimkhanats ein wichtiger Ausgangspunkt des Sklavenhandels. Aufbauend auf der nomadischen Lebensweise der Krimtataren machten diese Aktivitäten zeitweise den Hauptteil der krimtatarischen Wirtschaft aus. Die Raubzüge in die meist slawischen Nachbargebiete begannen im Jahr 1468 und endeten erst im ausgehenden 17. Jahrhundert.
Ihre reiche Beute an Menschen machten die Krimtataren mit Raubzügen in die Ukraine, nach Südrussland und 1656 bis nach Masuren. An diesen im Tatarischen „Ernte der Steppe“ genannten Raubzügen mussten sich die meisten Männer ab einem gewissen Alter beteiligen. Die Sklaven wurden anschließend auf die Krim gebracht, von meist christlichen Händlern (Griechen, Armeniern) in Kefe gekauft und von dort in das Osmanische Reich oder den Nahen Osten weiterverkauft. Zur bekanntesten Figur unter diesen Sklaven wurde Roxelane, die spätere Frau Süleymans des Prächtigen. Die genaue Zahl der Sklaven ist schwer zu ermitteln.
Große Gewinne erzielten die Krimtataren auch mit Lösegeldern aus den betroffenen Ländern bzw. aufgrund von Tributzahlungen solcher Länder mit dem Zweck, Raubzüge zu verhindern.

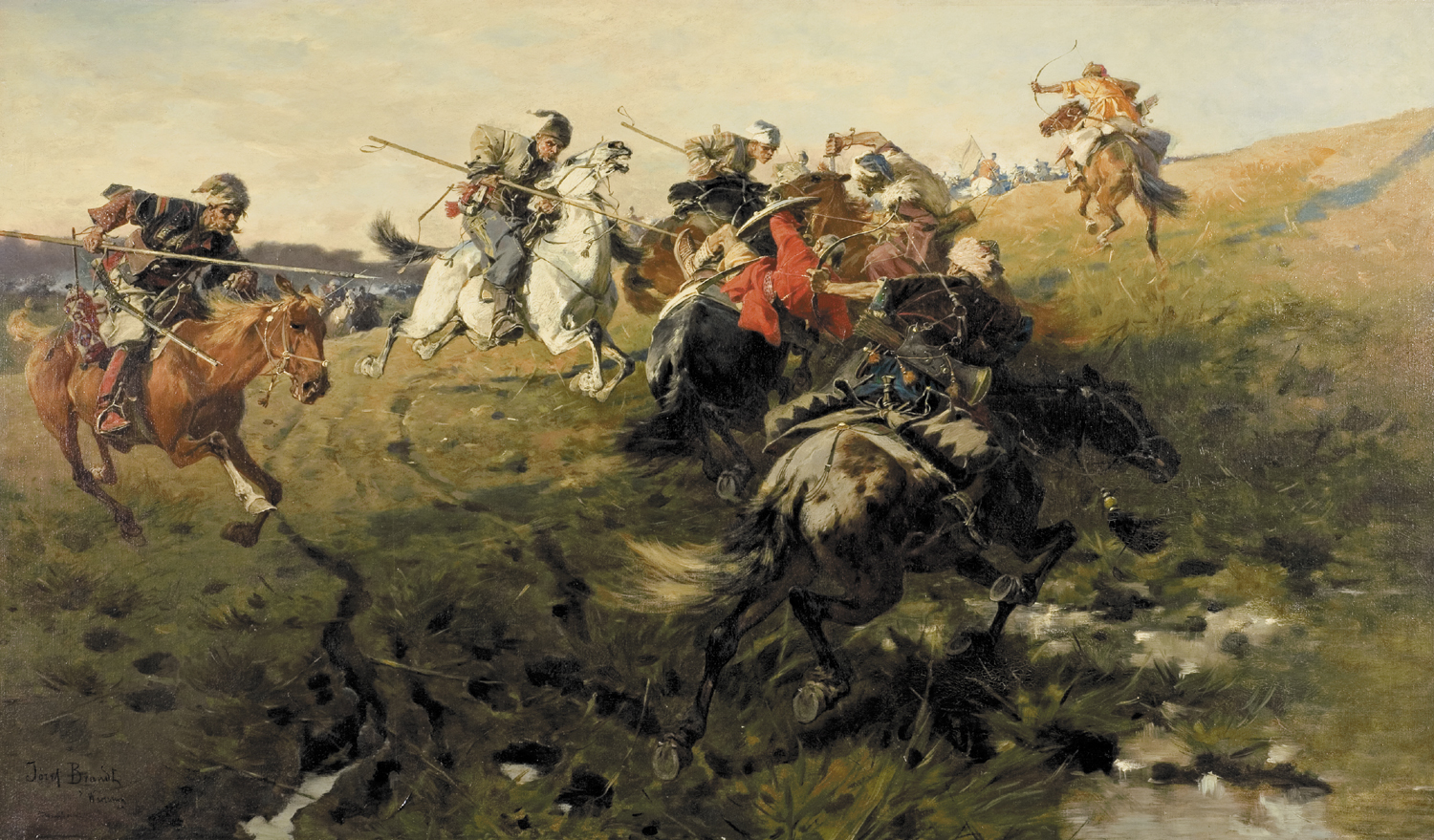
Józef Brandts „Kampf zwischen Tataren und Kosaken“

Die Raubzüge der Krimtataren lasteten lange Zeit als ein schweres Problem auf den christlichen Nachbarn des Khanats, sowohl auf dem Russischen Zarenreich als auch auf Polen-Litauen, zu dem damals die Ukraine und Weißrussland gehörten. Auch das Fürstentum Moldau war von den Raubzügen der Krimtataren betroffen. Ganze Landstriche wurden entvölkert und geplündert, was diese Staaten erheblich schwächte. Im 16. Jahrhundert musste Russland jedes Jahr bis zu 80.000 Mann rekrutieren, die an den südlichen Befestigungen (Russische Verhaulinie) gegen die blitzschnellen und durch die Tausende Kilometer lange Steppengrenze kaum berechenbaren Einfälle der Steppenreiter Dienst taten. Für den Abwehrkampf gegen die Krimtataren musste ein Drittel des Staatshaushalts aufgebracht werden.
Die Einfälle der Krimtataren waren ein häufiger Grund für Kriege und trugen außerdem zur Herausbildung der ukrainischen Kosaken als unabhängige, demokratisch organisierte Reiterkrieger.

### Annexion des Krim-Khanats und russische Herrschaft
Nachdem Russland 1771 die Krim erobert hatte, ersetzte es das osmanische Protektorat durch ein eigenes und garantierte die Existenz des Khanats als „freies, von niemand abhängiges Gebiet“. Nach dem russischen Sieg 1774 über die Osmanen folgte mit dem Friede von Küçük Kaynarca eine neunjährige Zeit einer relativen Unabhängigkeit der Krimtataren. Mit dem Rückzug der Osmanen erfolgten in der krimtatarischen Oberschicht Debatten über eine neue Ausrichtung ihrer Außenpolitik. Es kam mehrfach zu Rebellionen der ausgesprochen antirussisch gesinnten tatarischen Bevölkerung gegen den erstarkenden russischen Einfluss. Katharina die Große duldete Şahin Giray als Khan auf dem Thron, der jedoch mit seiner prorussischen Annäherung und Reformpolitik in der Bevölkerung keine Sympathien gewann. Mehrfach intervenierte das Russische Kaiserreich militärisch, um dessen Gegner auszuschalten und Sahin wieder einzusetzen. Es kam zu größeren Zerstörungen. Mit der Umsiedlung der auf der Krim lebenden Griechen und Armenier auf russisches Territorium brach eine wichtige Handelsstütze in der krimtatarischen Gesellschaft zusammen.
Letzten Endes erfolgte die Annexion durch Russland auf Anraten und unter Kommando Grigori Alexandrowitsch Potjomkins im Jahre 1783. Der Khan wurde durch einen russischen Gouverneur ersetzt (Gouvernement Taurien), der krimtatarische Adel (mirza) in die Verwaltungsstruktur des Khanats integriert. Sein Landbesitz und seine Privilegien wurden garantiert. Auch die tatarischen Bauern behielten ihr Land. Aufgrund dieser Politik blieben große Erhebungen gegen die russische Herrschaft aus. Mit der geförderten Ansiedlung von russischen und ausländischen Siedlern auf der Krim, der damit verbundenen Enteignung, der Verdrängung des Adels aus der Administration und den Städten wurden Krimtataren in größeren Auswanderungswellen (größere in den 1790er und 1850er Jahren) in die Emigration getrieben. Sie siedelten sich in Teilen des heutigen Rumäniens und Bulgariens an, die damals zum Osmanischen Reich gehörten. Viele Badehäuser, Moscheen, Springbrunnen und Zeugnisse der Antike wurden zerstört. Nach der Mitte des 19. Jahrhunderts waren die Krimtataren zu einer Minderheit auf der Krim geworden. Alle wichtigen Verwaltungsaufgaben wurden von Russen übernommen, die demographisch und wirtschaftlich geschwächte Bevölkerungsgruppe der Krimtataren auch politisch entmachtet.

### Kurzzeitige Autonomie im Ersten Weltkrieg und der Große Terror der 1930er Jahre
Nach dem Sturz des Zaren waren die Krimtataren eine der zahlreichen nichtrussischen Ethnien in Russland, die sich politisch und sozial mobilisierten. Im Juni 1917 wurde eine nationale Partei gegründet, Milli Firka, die territoriale Autonomie für die Krimtataren forderte. Es kam zu gewaltsamen Auseinandersetzungen zwischen der krimtatarischen und der russisch-ukrainischen Bevölkerung. Nach der Oktoberrevolution (1917) wurde im Dezember auf der Krim ein kurzlebiger Staat der Krimtataren mit Namen Volksrepublik Krim ausgerufen, der aber weniger als einen Monat existierte, bevor ihn die Bolschewiki zerschlugen. Unterstützung suchte die Führungsschicht der krimtatarischen Nationalbewegung unter den Kriegsgegnern Russlands im Ersten Weltkrieg. Das Osmanische Reich wünschte die Errichtung eines muslimischen Krimstaates unter osmanischem Protektorat. Erich Ludendorff dagegen bevorzugte die Gründung eines deutschen Kolonialstaates auf der Krim – eine Vorstellung, auf die Adolf Hitler wieder zurückgriff (Gotenland). Unter der deutschen Besatzung, vom Frühjahr bis Herbst 1918, wurde die von den Bolschewiki verbotene nichtrussische Presse wieder zugelassen, die Simferopoler Universität gegründet und eine eigene Krim-Staatsbürgerschaft eingeführt.
1921 entstand die Autonome Sozialistische Sowjetrepublik Krim innerhalb der RSFSR. Während der Hungersnot von 1921 bis 1922, die ein staatlich erzwungener Getreideexport auslöste, starben etwa 15 % der Krimtataren. In der autonomen Sowjetrepublik war das Krimtatarische offizielle Sprache neben dem Russischen und krimtatarische Kultur und Sprache wurden gefördert. Ab 1927 mit dem Beginn des stalinistischen Terrors wendete sich das Blatt, kulturelle Einrichtungen der Krimtataren wurden wieder verboten und die traditionelle arabische Schreibweise des Krimtatarischen wurde kurz nacheinander durch die lateinische und dann durch die kyrillische Schreibweise ersetzt. Das bedeutete den Verlust des Zugangs zur geschriebenen Tradition für die nachfolgenden Generationen.

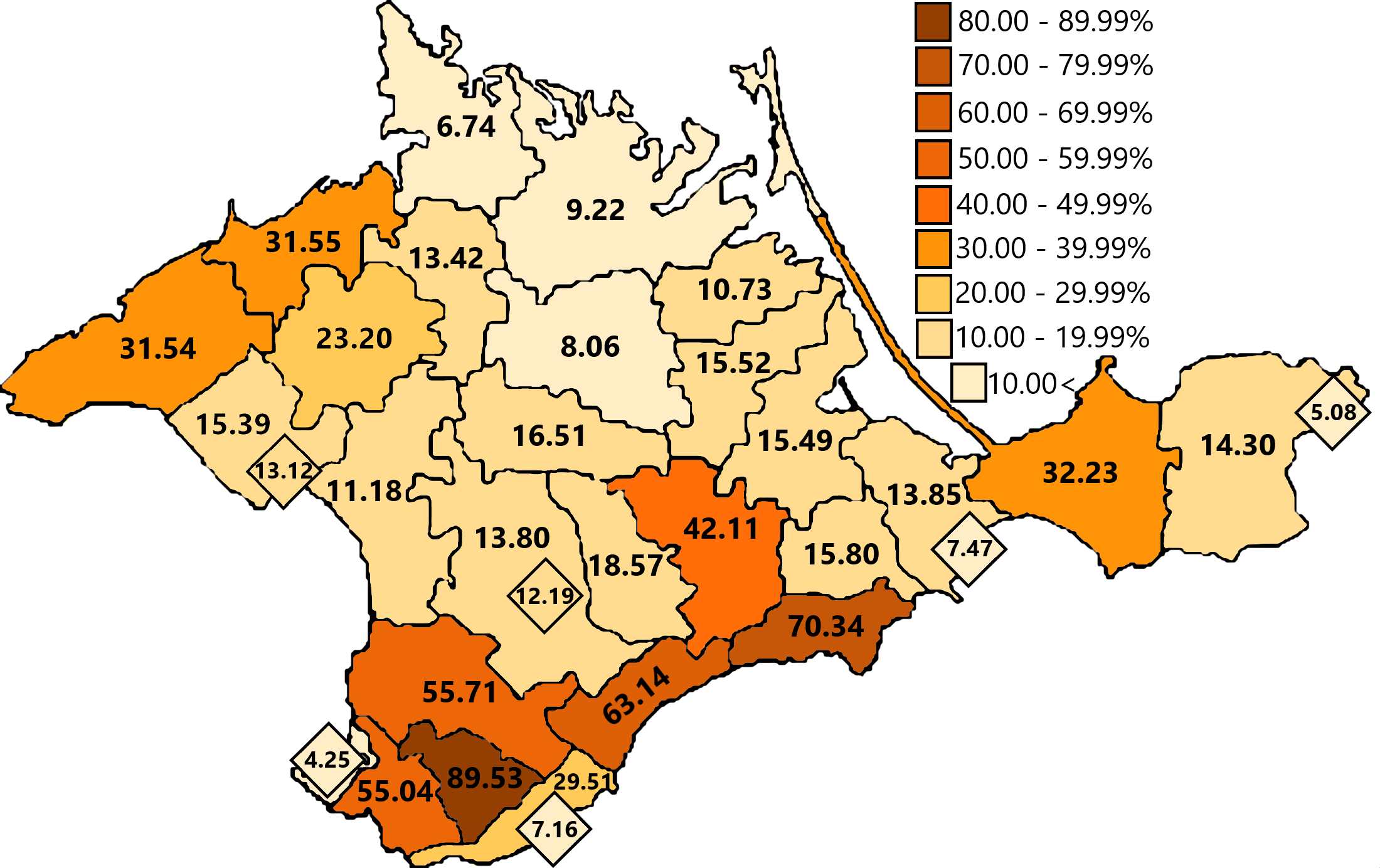
Prozentualer Anteil der Krimtataren an der Gesamtbevölkerung der Region 1939

Die Bevölkerung der Krim bestand im Jahre 1936 den Angaben der ersten Ausgabe der Großen Sowjetischen Enzyklopädie zufolge aus: Russen 43,5 %; Ukrainer 10 %, Juden 7,4 %, Deutsche 5,7 %, Tataren 23,1 % (202.000 aus der Gesamtbevölkerung von 875.100).
Der Stalinismus und der Große Terror trafen auch die Krimtataren. Durch die verschiedenen „Säuberungswellen“, vor allem im Jahr 1936, kamen 30.000 bis 40.000 Krimtataren ums Leben.

### Deutsche Besetzung, Kollaboration und Deportation im Zweiten Weltkrieg

Prozentualer Anteil der Krimtataren auf der Krim bei der Volkszählung 2001

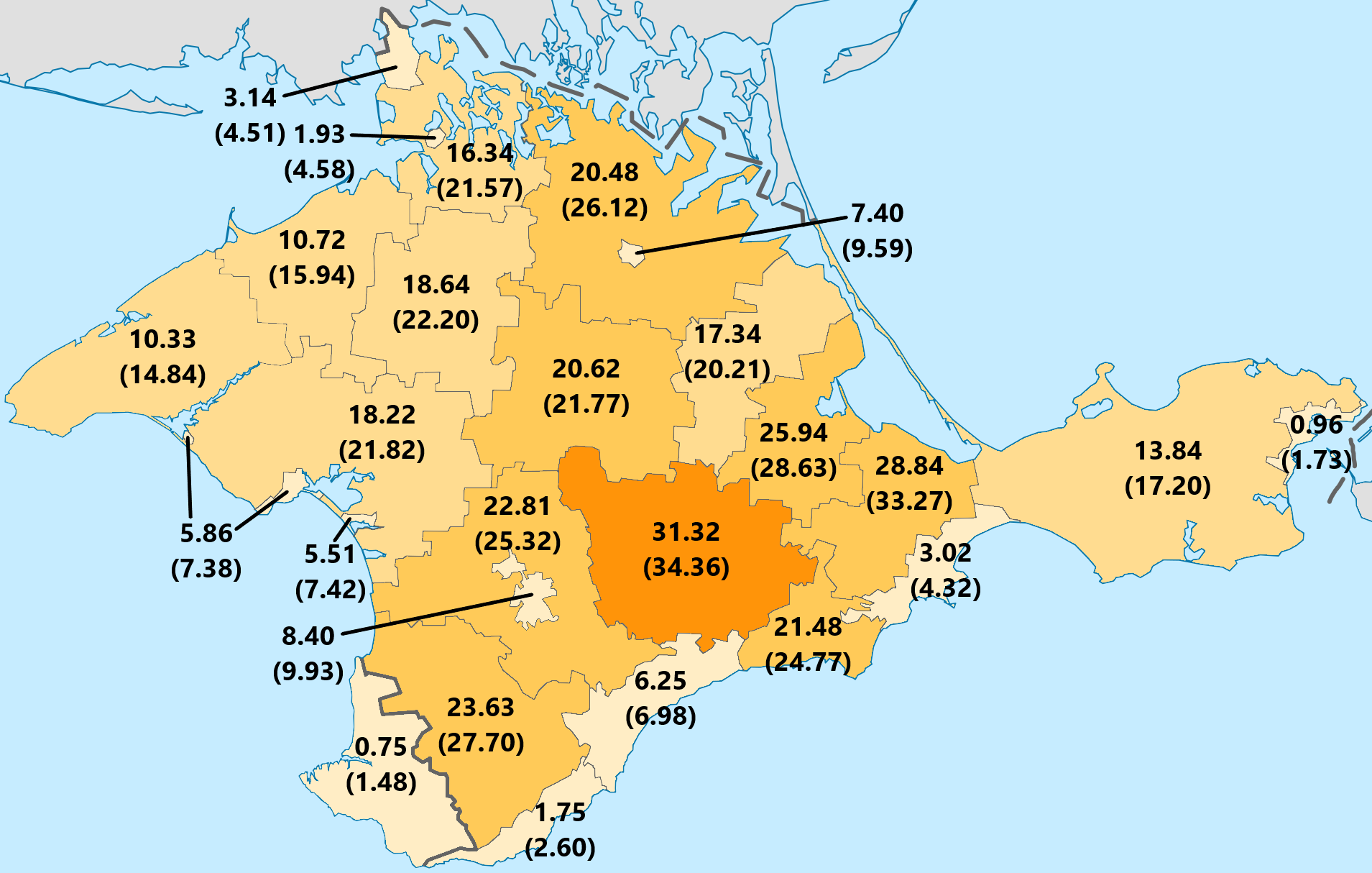
Prozentualer Anteil der Krimtataren auf der Krim bei der Volkszählung 2014

Die deutschen Besatzungstruppen des Zweiten Weltkrieges wurden aufgrund der erlittenen Unterdrückung 1941 auf der Krim freundlicher empfangen als an anderen Orten der Sowjetunion. Etwa 20.000 Krimtataren, also etwa 7 Prozent der gesamten krimtatarischen Bevölkerung, stellten sich der Wehrmacht zur Verfügung, praktisch alle wehrfähigen Männer, doppelt so viele, wie zur Roten Armee eingezogen worden waren. Krimtatarische Einheiten wurden vom deutschen Sicherheitsdienst im rückwärtigen Gebiet und zur Partisanenbekämpfung eingesetzt, außerdem als Selbstschutz in den Dörfern. Als Verband aus krimtatarischen Freiwilligen wurde im Juli 1944 die tatarische SS-Waffen-Gebirgs-Brigade Nr. 1 gebildet. Auf Initiative des Führers der Einsatzgruppe D des Sicherheitsdienstes, SS-Oberführer Otto Ohlendorf, gelang es, viele der kollaborationswilligen Krimtataren, die schon in der Anfangsphase der Besetzung der Krim für Spitzelaufgaben herangezogen wurden, für diese Truppe zu gewinnen und damit die personell geschrumpfte deutsche 11. Armee zu ergänzen. Ende 1944 wurde die Brigade aufgelöst, ihre zuletzt 3500 Kämpfer wurden der SS-Waffengruppe Krim zugeteilt.
Auch an der sowjetischen Partisanenbewegung beteiligten sich Krimtataren. Acht Krimtataren wurden mit dem Titel Held der Sowjetunion ausgezeichnet, einem krimtatarischen Piloten – Amet-Chan Sultan – wurde dieser Preis zweimal verliehen.
Am 9. April 1944 verlor die Wehrmacht Odessa. In der Schlacht um die Krim gelang der Roten Armee bis zum 12. Mai die vollständige Rückeroberung der Halbinsel.
Aus den südlichen Regionen der Sowjetunion wurden im Zweiten Weltkrieg mehrere Völker, von denen versucht worden war, den Krieg zu nutzen, um deren Unabhängigkeit durchzusetzen, in den asiatischen Teil der Sowjetunion deportiert. Die autonomen Republiken der Kalmücken, Tschetschenen und Inguschen wurden aufgelöst, auch die Autonome Sowjetrepublik Krim. Unter dem Vorwurf der kollektiven Kollaboration mit den Nazis wurden alle Krimtataren nach Zentralasien deportiert. Das Bestreben zur Deportation der Krimtataren wurde mit höchster Priorität von der Sowjetunion umgesetzt. Nur ein Tag nachdem Lawrenti Beria, der Vorsitzende des NKWD, Stalin seinen Plan für die Deportation vorgelegt hatte, wurde ein Erlass von der Verteidigungs-Kommission unter der Führung von Stalin herausgegeben. Die Verordnung führte einerseits die genaue Umsetzung der Deportationen Schritt für Schritt auf, andererseits rechtfertigte sie auch das Vorhaben aus der Sicht der Sowjetunion. Die veröffentlichte Verordnung von Stalin für diese Operation beschreibt die Anschuldigungen an die Krimtataren. Sie seien besonders für ihre grausamen Repressalien gegen sowjetische Partisanen bekannt und hätten maßgeblich zum Versuch beigetragen, das sowjetische Volk mithilfe der Deutschen zu vernichten. Der erste Befehl Stalins im Erlass lautet wie folgt: „Alle Tataren sind aus dem Gebiet der Krim zu vertreiben und dauerhaft als Sondersiedler in die Regionen der Usbekischen SSR umzusiedeln. Die Umsiedlung wird dem sowjetischen NKWD übertragen. Der sowjetische NKWD (Genosse Beria) soll die Umsiedlung bis zum 1. Juni 1944 abschließen.“ Danach wird das Vorgehen für die Deportationen detailreich geschildert, wobei das erlaubte Gepäck der Deportierten geklärt wird, was mit der zurückgelassenen Infrastruktur geschehe und welche Kommission für welchen Teil der Deportation verantwortlich sei. Die Verordnung versprach sogar, dass den Deportierten Darlehen von sieben Jahren und bis zu 5000 Rubel pro Familie ausgezahlt werde. Innerhalb weniger Tage (18. bis 20. Mai 1944) wurden etwa 189.000 Menschen unter fürchterlichen Bedingungen per Zug verfrachtet. Die Waggons der Deportierten wurden häufig tagelang nicht geöffnet, zwischen 22 % und 46 % bewegen sich die Schätzungen über die Prozentzahl der Todesopfer durch Verdursten, Verhungern und Krankheiten.
Die sowjetische Deportation von 1944 hatte den Charakter eines Völkermords im Allgemeinen und an den Krimtataren im Besonderen: Sie zielte darauf ab, die Krimtataren als eigenständige Nationalität vollständig von der Landkarte zu tilgen und ihre traditionelle Lebensweise, soziale Struktur und kulturellen Einrichtungen zu beseitigen.
Während der folgenden Jahre wurden weitere nichtslawische Minderheiten (zumeist Krimarmenier, Griechen, Krimdeutsche, Krimitaliener) in die Emigration getrieben; nur Russen, Weißrussen und Ukrainer wurden ermutigt, dort zu siedeln.
Durch Beschluss des Obersten Sowjets der UdSSR am 19. Februar 1954 aus Anlass des 300. Jahrestags des Vertrages von Perejaslaw wurde die Oblast Krim am 26. April 1954 an die Ukrainische Sozialistische Sowjetrepublik (USSR) übertragen.

### Rückkehr

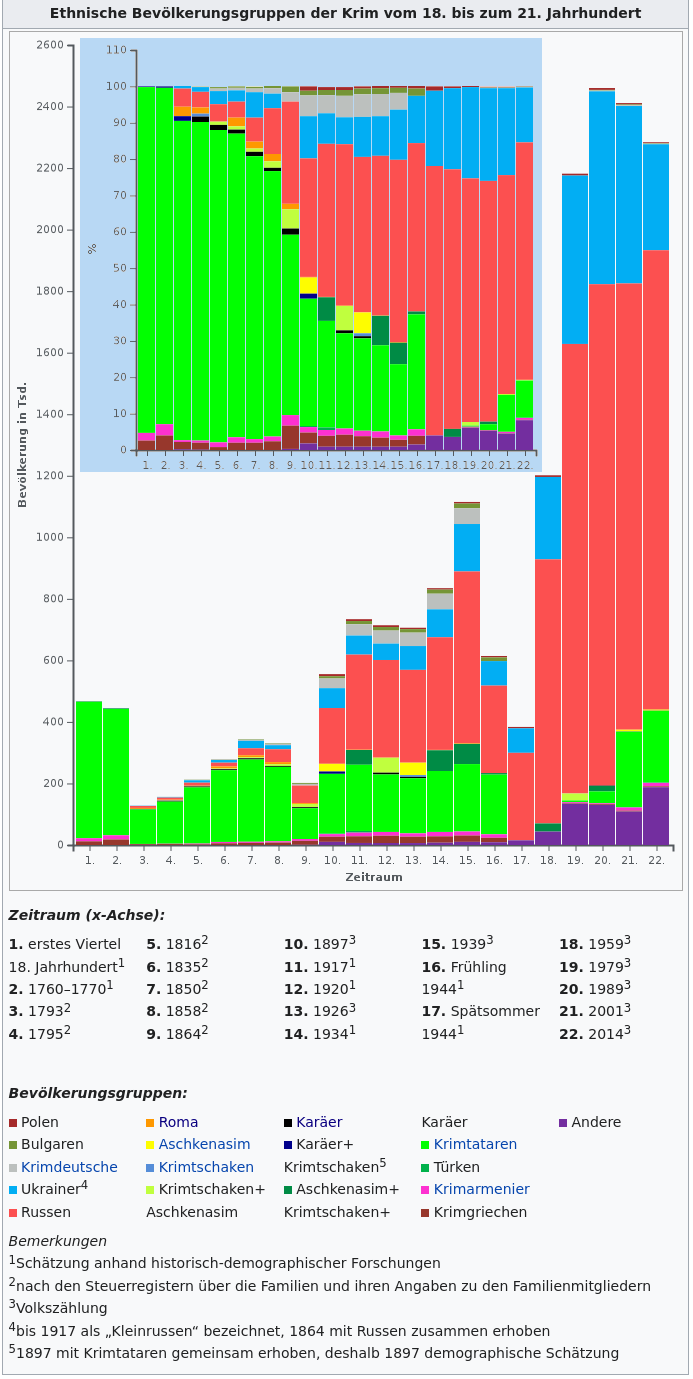
Bevölkerungsgruppen der Krim (gesamt und in %): 18. Jahrhundert – Juli 2014 (nach der Annexion der Krim durch Russland):
Krimtataren

Unter den nichtrussischen nationalen Bewegungen in der Sowjetunion seit den 1960er Jahren wurden die Krimtataren am frühesten und intensivsten politisch mobilisiert. Sie setzten sich für die Rückkehr in ihre Heimat und die Wiedererrichtung ihrer Republik ein. 1967 wurden die Krimtataren zwar vom Präsidium des Obersten Sowjets per Dekret vom Vorwurf des kollektiven Verrats freigesprochen, unter den politischen Häftlingen der 1970er Jahre waren sie aber weit überproportional vertreten.
1985 hatte Gorbatschows Glasnost und Perestroika begonnen. Seit 1989 durften sie schließlich trotz der Gegnerschaft der inzwischen dort lebenden Bevölkerung wieder zurückkehren, jedoch nicht in ihre ursprünglichen Siedlungsgebiete. Stattdessen wurden sie auf der Halbinsel verteilt.
1990 gab es wieder etwa 20.000 Krimtataren auf der Krim. Sie erhielten aber trotz Perestroika keine Unterstützung von den Behörden. Teilweise wurden sie erneut deportiert oder ihre provisorischen Häuser zerstört. Viele ließen sich ohne behördliche Erlaubnis nieder.
Im zweiten Halbjahr 1991 zerfiel die Sowjetunion; im Zuge dieses Prozesses erklärten am 24. September 1991 die Ukraine und tags darauf Belarus ihre Unabhängigkeit.
Im Juni 1991 wurde auf der Krim der Medschlis des Krimtatarischen Volkes organisiert, ein Rat der Krimtataren, der eine politische Vertretung der krimtatarischen Nationalbewegung darstellt. Derzeitiger Vorsitzender ist Refat Abdurachmanowitsch Tschubarow.

### Minderheit in der zur Ukraine gehörenden Krim
Seit Ende der 1980er-Jahre sind (Stand ca. 2008) etwa 266.000 aus der Deportation zurückgekehrt. Inzwischen haben sie friedlich ihre politische Anerkennung erreicht, nicht jedoch die rechtliche. Da auf der Krim das Mehrheitswahlrecht gilt, sind alle Minderheiten im Krim-Parlament unterrepräsentiert.
1992 wurde Krimtatarisch zur dritten regionalen offiziellen Sprache der Halbinsel erklärt, da deren Sprecher zwischenzeitlich über 10 Prozent der Bevölkerung ausmachten.
Die Krimtataren verbündeten sich in der Regel mit der Zentralregierung der Ukraine gegen die an Russland orientierte Regierung der Krim. 1998 verloren sie die Garantie einer festen Zahl von Sitzen im Parlament von Kiew. Die Wiederherstellung dieser Quote, eine angemessene Vertretung in den Behörden sowie die Verbesserung ihrer wirtschaftlichen und sozialen Lage sind Ziele der krimtatarischen Bewegung. In den 1990er-Jahren hatten ihre Demonstrationen und Auseinandersetzung mit den Ordnungskräften ein erhebliches Gewaltpotential.
Seit der Orangefarbenen Revolution (2004), die von den Krimtataren unterstützt wurde, unterstützt die Regierung in Kiew die Rechte der Krimtataren als regionaler Minderheit auf der Krim (bzw. in der dortigen Gebietskörperschaft).
Die Mehrheit der Krimtataren ist sunnitisch. Heute sind vermutlich etwa 280.000 oder fast 12 Prozent der 2,5 Millionen Bewohner der Krim Krimtataren; 150.000 Krimtataren leben noch in Usbekistan, eine große Zahl auch im südrussischen Bezirk Krasnodar.
Wie der Hochkommissar für nationale Minderheiten der OSZE im August 2013 berichtete, führte die Rückwanderung der ehemals deportierten Minderheiten auf der Krim zu sozialen und wirtschaftlichen Spannungen. Es gab Fälle von Hasspredigten, Verwüstungen religiöser Stätten, gewaltsamen Zusammenstößen und weit verbreitete Besetzungen von Grund und Boden. Dies kann jedoch auch als anti-muslimische Propaganda Russlands verstanden werden, das eine Rückkehr der Krimtataren ablehnt, um den hohen russischsprachigen Bevölkerungsanteil auf der Krim zu erhalten.

### Annexion der Krim durch Russland
Während der völkerrechtswidrigen Annexion der Krim durch Russland 2014 rief der Medschlis des Krimtatarischen Volkes, eine nationalpolitische Vereinigung von Krimtataren, riefen zum Boykott des rechtswidrigen Referendums über den Status der Krim auf, das der Annexion voranging. Die von Russland eingesetzte Krim-Regierung bot dem Rat der Krimtataren einen Platz im Kabinett, wenn er die neue Regierung anerkenne. Milli Firka, die wiedergegründete krimtatarische Partei, erklärte dagegen, die Krimtataren würden dem Boykottaufruf des Medschlis nicht folgen.
Seit der Annexion der Krim im Frühjahr 2014 leben die Krimtataren wieder de facto, aber von der großen Mehrheit der Weltgemeinschaft nicht anerkannt, unter russischer Herrschaft.
Seit 2006 gab es mit ATR den privaten Fernsehsender eines krimtatarischen Geschäftsmanns. Nach der Annexion der Halbinsel durch Russland erhielt er keine Sendelizenz mehr. Seitdem sendet er aus Kiew.
Krimtataren, die aufgrund des russischen Kriegs im Osten der Ukraine bzw. wegen der Annexion der Krim als Internally displaced persons (IDPs) in die westlichen Landesteile geflüchtet sind, werden unter anderem von der Lemberger Nichtregierungsorganisation Crimea SOS in Zusammenarbeit mit dem Flüchtlingshilfswerk der Vereinten Nationen betreut.
Im April 2014 erließ Russlands Präsident Putin ein Gesetz über die „Rehabilitierung der Krimtataren“, die unter der Gewaltherrschaft von Stalin gelitten hatten. Man müsse alles tun, damit der „Anschluss an die Russische Föderation von der Wiederherstellung legitimer Rechte der krimtatarischen Nation flankiert werden könne“ – so Putin.
Tatsächlich jedoch stellten die Vereinten Nationen 2017 fest, dass die Menschenrechtslage auf der Krim sich seit der Annexion durch Russland signifikant verschlechtert hat.
Die Strafverfolgungsbehörden der Russischen Föderation führten Strafprozesse gegen mehrere Dutzend Krimtataren, die die ihnen zwangsweise verliehene russische Staatsbürgerschaft nicht akzeptieren wollten. Inhaftiert wurden auch Teilnehmer von Protestaktionen.
Tataren flohen in die übrigen Teile der Ukraine, versuchten zu fliehen nach dem Russischen Überfall auf die Ukraine 2022, und nochmals bei der Anordnung der russischen Mobilmachung im September 2022.
Nach 2014 lebten Krimtataren beispielsweise auf dem ukrainischen Festland in der Region Winnyzja. Isa Akajew ist Kommandant des von ihm in Kiew gegründeten Krim-Bataillons mit etwa 50 Kämpfern. Er war im Einsatz gegen den Überfall auf Kiew 2022. Im Untergrund operiert seit 2022 die Partisanengruppe Atesh gegen das russische Militär.

## Gesellschaft

### Diaspora

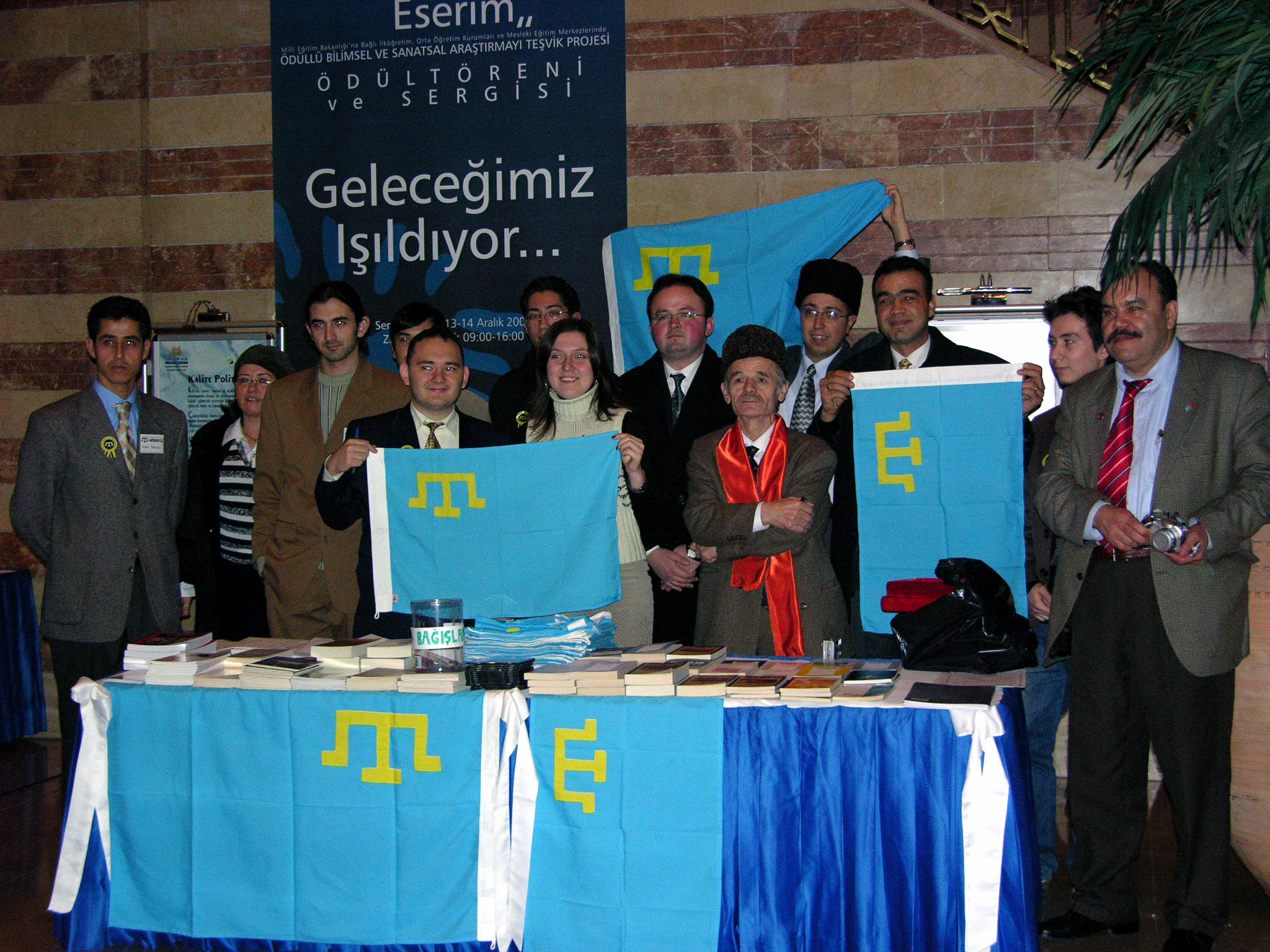
Kulturverein in der Diaspora (vorne: Mustafa Abduldschemil Dschemilew)

Der Großteil der Krimtataren und ihrer Nachfahren lebt in der Diaspora in der Türkei. Bis zu 5 Mio. werden angegeben, die vollständig integriert und über entsprechende Kulturvereine eng vernetzt sind. Darunter fallen auch die Nachfahren der schon im 19. Jahrhundert in das Osmanische Reich ausgewanderten Krimtataren. Schwerpunkt bildet die Stadt Eskişehir. Eine ähnliche Vorgeschichte haben die Krimtataren in Rumänien und Bulgarien. In Ostthrakien im heutigen europäischen Teil der Türkei leben Krimtataren schon seit der osmanischen Zeit, insbesondere Mitglieder der Giray in Edirne und Umgebung.
Die zweitgrößte Gruppe bilden die Nachfahren der von Stalin deportierten Bewohner in die zentralasiatischen Staaten, vor allem Usbekistan (100.000). Diese machen einen großen Teil der Rückkehrer aus.

### Religion

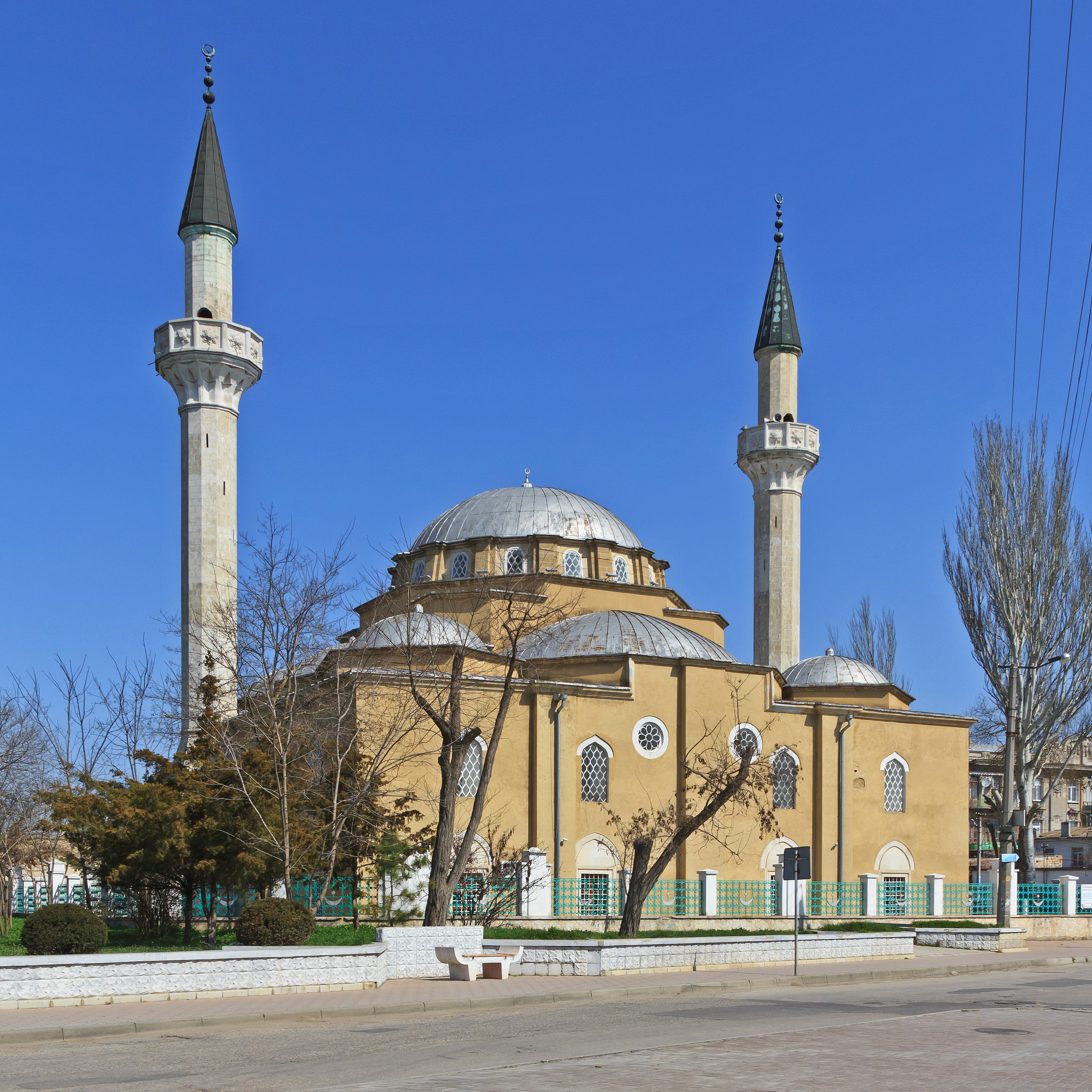
Die Dschuma Dschami in Jewpatorija

Die heutigen Krimtataren sind sunnitische Muslime hanafitischer Rechtschule. Seit der vermehrten Rückkehr der Vertriebenen gibt es wieder einige repräsentative Gotteshäuser, die Imame werden jedoch aufgrund fehlender Ausbildungsmöglichkeiten meist im Ausland, vor allem in der Türkei, ausgebildet.
Das religiöse Verständnis wird u. a. durch İsmail Gasprinski stark von einer säkularen, reformatorischen Lehrmeinung dominiert, die schon in der Volksrepublik Krim als erste säkulare Republik in der islamischen Welt kurzzeitig Ausdruck fand. Einfluss hatte hier auch die später erfolgte Säkularisierung der Türkei unter Kemal Atatürk.
In letzter Zeit soll es vermehrt inoffizielle Prediger aus dem arabischen Raum geben, die radikalere Lehren predigen, unter anderem die Hizb ut-Tahrir. Große islamistische-motivierte Vorkommnisse oder Organisationen gibt es allerdings nicht.

## Kultur
Die Anfänge der krimtatarischen Literatur finden sich in der Dīwān-Literatur der Khans. So gelten die Khans Ğazı II Giray (1554–1608) und Halim Giray Han (1772–1824) als bekannte Dichter. Sie ist stark von der persischen Lyrik beeinflusst.
Nach der Russischen Revolution 1905 erlangt die Literatur eine neue Blüte. In der von İsmail Gasprinski herausgegebenen Zeitung Tercüman sammelte sich ein Kreis krimtatarischer Autoren und Politiker wie Hasan Sabri Ayvazov (–1936) und Ahmet Özenbaşlı (1867–1924). Gegen die „zu gemäßigt“ aufgefassten Positionen bildete sich in der Zeitung Vatan hâdimi eine literarische Gegenbewegung mit der Gruppe der „Genç Tatarlar“ („Jungtataren“).
1928 wurde auch von den Krimtataren das Neue Turksprachige Alphabet übernommen, das allerdings schon 1938 durch Anweisung Stalins zugunsten eines modifizierten kyrillischen abgelöst wurde.
Mit der vollständigen Deportation der Krimtataren kam der Literaturbetrieb abrupt zu Ende. Die Zeit der Deportation, des Exils und der Rückkehr wurden von dem im englischen Exil lebenden Cengiz Dağcı in Worte gefasst. Zu den zeitgenössischen Autoren gehören ferner Şakir Selim, Ablayaziz Veliyev, Rıza Fasil und Yunus Kandim. Die Zahl der Menschen, die die krimtatarische Sprache verwenden, wird heute auf 500.000 geschätzt, wovon etwa die Hälfte auf der Krim lebt.

## Bekannte Krimtataren
- İsmail Gasprinski (1851–1914), Intellektueller, Pädagoge, Verleger und Politiker
- Ahatanhel Krymskyj (1871–1942), Schriftsteller
- Edige Mustafa Kirimal (1911–1980), türkischer Politiker und Vertreter der Krimtataren in Deutschland
- Noman Çelebicihan, Politiker, Präsident der kurzlebigen Republik der Krimtataren
- Muazzez İlmiye Çığ (1914–2024), türkische Sumerologin und Supercentenarian
- Hasan Polatkan (1915–1961), türkischer Politiker
- Halil İnalcık (1916–2016), türkischer Historiker
- Amet-Chan Sultan (1920–1971), Sowjetischer Kampfpilot
- Sabri Ülker (1920–2012), türkischer Unternehmer in der Lebensmittelindustrie
- Cüneyt Arkin (1937–2022), türkischer Schauspieler und Regisseur
- Mustafa Abduldschemil Dschemilew (Qırımoğlu) (* 1943), sowjetisch-ukrainischer Politiker
- İlber Ortaylı (* 1947), türkischer Historiker
- Enwer Ismailow (* 1955), ukrainischer Jazz-Gitarrist
- Refat Tschubarow (* 1957), ukrainisch-krimtatarischer Politiker
- Orhan Gencebay (* 1944), türkischer Sänger, Saz-Virtuose und Schauspieler
- Jamolidin Abdujaparov (* 1964), Radrennfahrer
- Achtem Seitablajew (* 1972), Schauspieler und Regisseur
- Emir-Ussejin Kuku (* 1976), Menschenrechtsaktivist
- Rustem Umjerow (* 1982), seit September 2023 Verteidigungsminister der Ukraine
- Ernes Sarykhalil (* 1983), Filmregisseur
- Jamala (* 1983), Sängerin, Gewinnerin des Eurovision Song Contest 2016.
- Tamila Taschewa (* 1985), Politikerin und Aktivistin
- Sewhil Mussajewa (* 1987), Journalistin
- Serwer Mustafajew (* 1986), Menschenrechtsaktivist

## Galerie

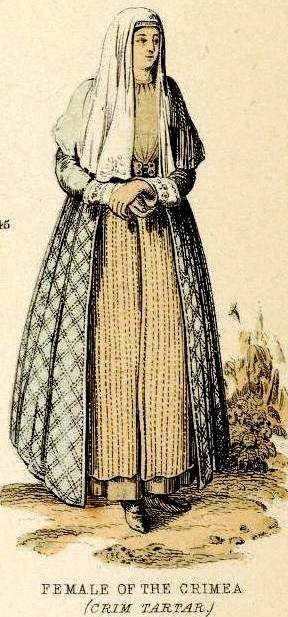
Krimtatarin, 1872
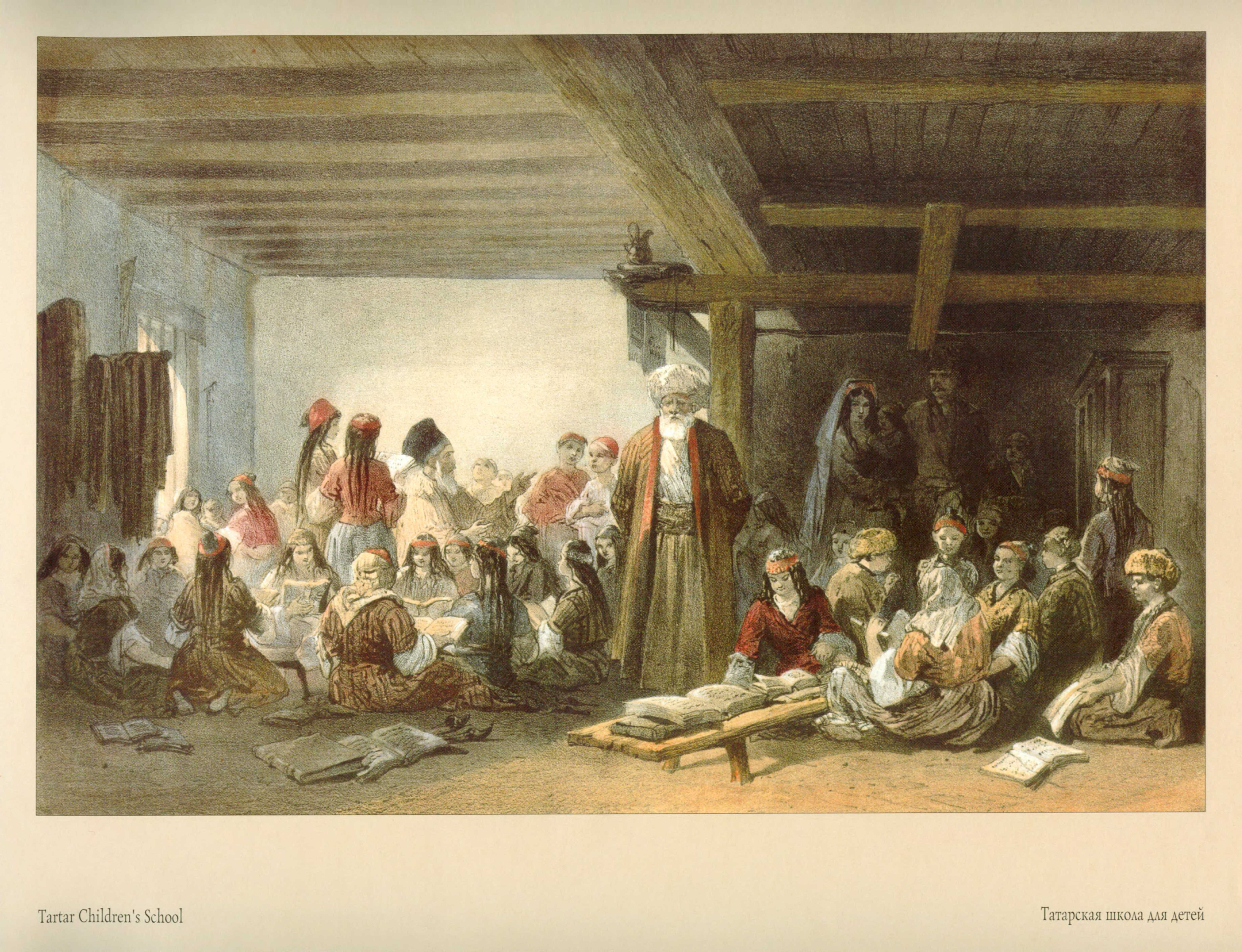
Krimtatarische Kinder in der Schule, 1856
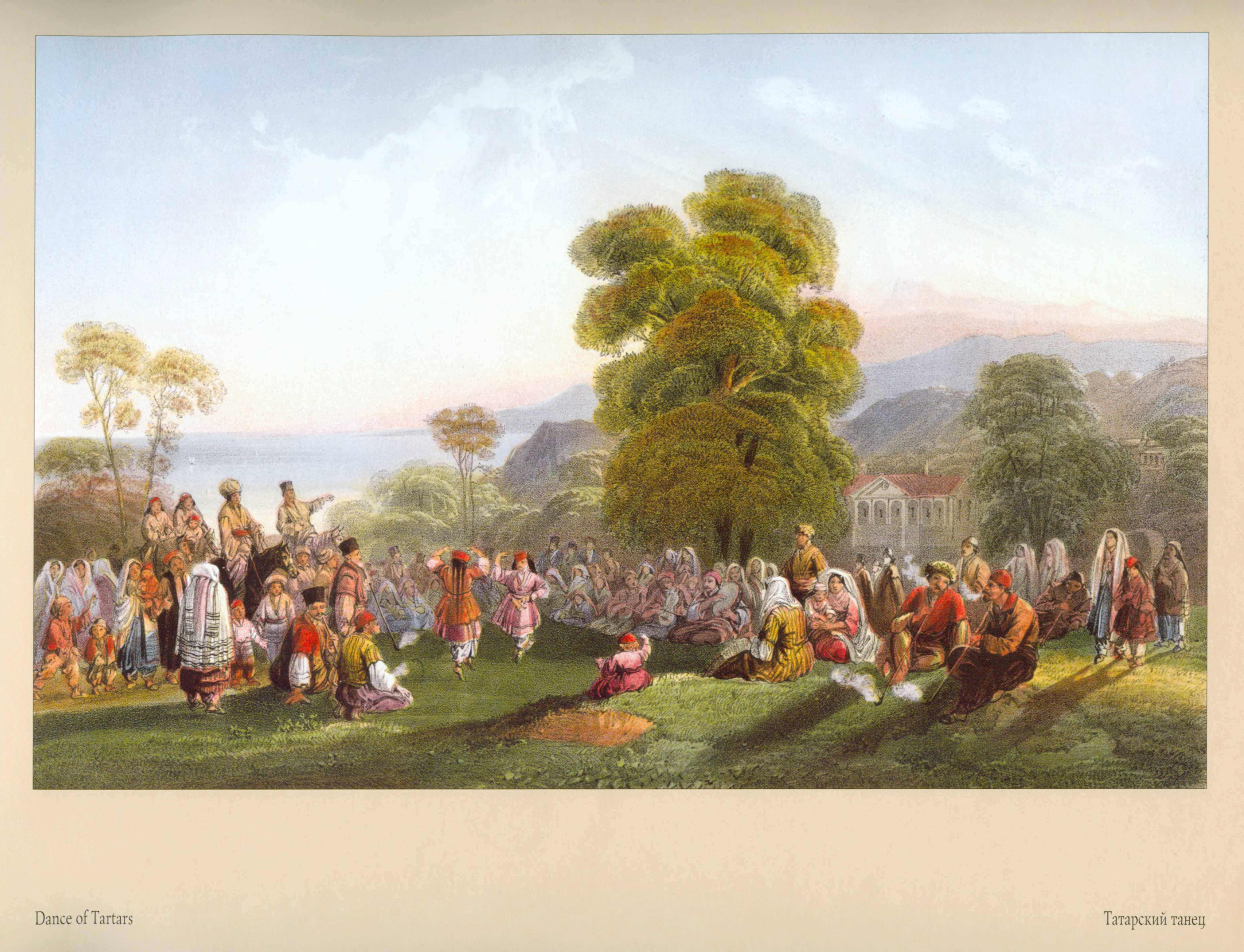
„Tatarischer Tanz“, Carlo Bossoli, 1856
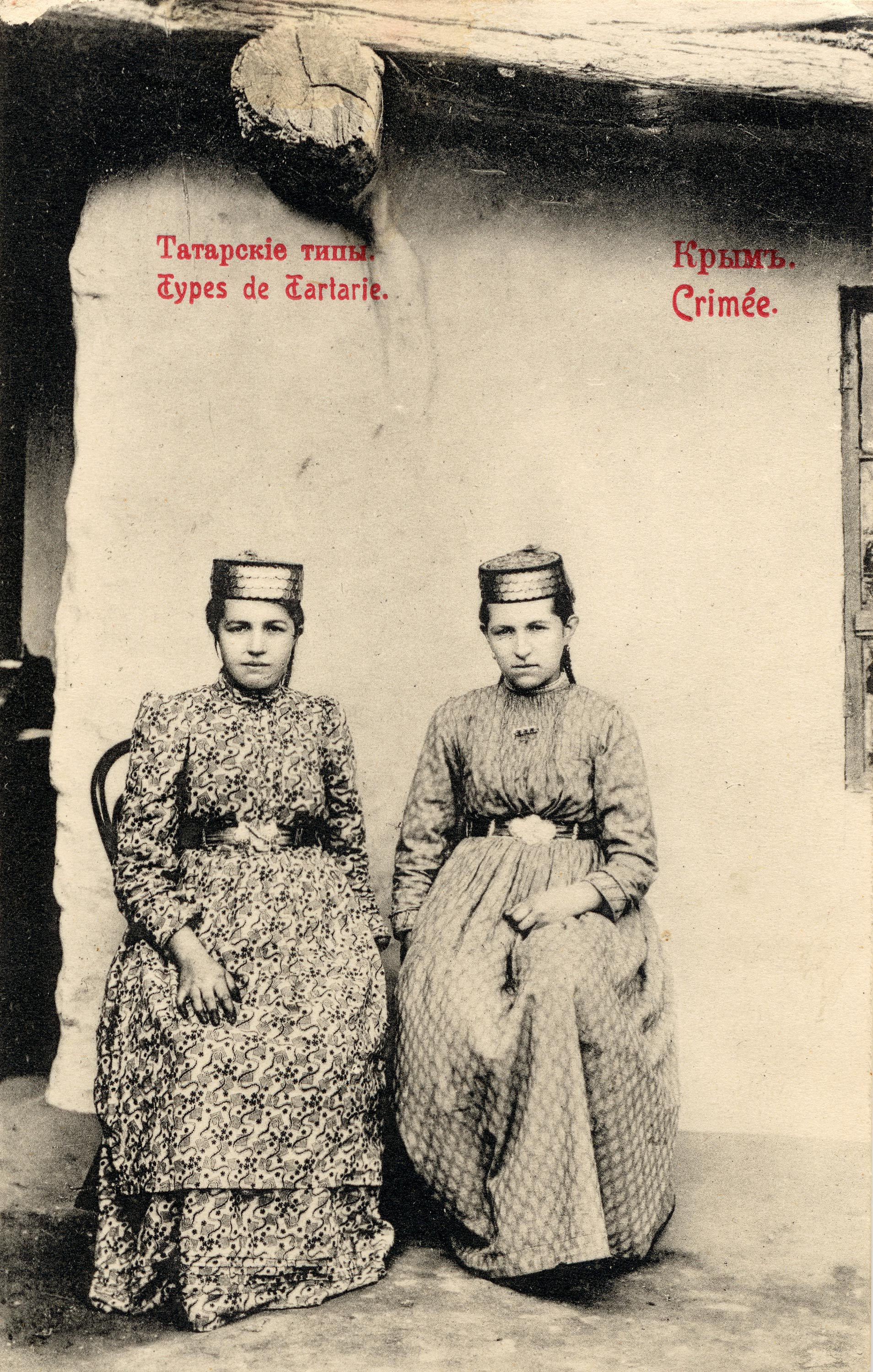
Krimtatarische Frauen, frühe 1900er